# تياغو كونسيساو
تياغو كونسيساو هو لاعب كرة قدم برتغالي في مركز الدفاع، ولد في 17 أبريل 1989 في لشبونة في البرتغال. لعب مع إشتوريل برايا وريال سبورت كلوب.

## وصلات خارجية
- تياغو كونسيساو على موقع قاعدة بيانات كرة القدم.إي يو (الإنجليزية)
- تياغو كونسيساو على موقع Soccerway.com (الإنجليزية)